# 文森敦 (新澤西州)
文森敦（英語：Vincentown）是位於美國新澤西州伯靈頓縣的普查規定居民點。

## 人口
根據2020年美國人口普查的數據，文森敦的面積為1.52平方千米，當中陸地面積為1.41平方千米，而水域面積為0.11平方千米。當地共有人口535人，而人口密度為每平方千米351.97人。